# Instituto Cervantes
Instituto Cervantes (Cervantesinstitutet) är en världsomspännande ideell organisation som skapades av Spaniens regering 1991. Den är uppkallad efter Miguel de Cervantes (1547–1616), författaren till Don Quijote och kanske den viktigaste figuren i spansk litterär historia. Cervantesinstitutet är den största organisationen i världen som arbetar med att främja studier och undervisning i det spanska språket och den spanska kulturen.

## Verksamhet
Organisationen är aktiv i 45 länder, med 88 centra ägnade åt den spanska och latinamerikanska kulturen och det spanska språket. Instituto Cervantes skapades som en statlig myndighet med som yttersta mål:
- att främja utbildning, studier och användning av spanska universellt som andraspråk
- att stödja metoder och aktiviteter som hjälper processen för spanskspråkig utbildning
- att bidra till att främja den spanska och latinamerikanska kulturen i icke-spansktalande länder

## Historia
Sedan 1998 har Instituto Cervantes årligen utgivit El español en el mundo som lyfter fram det spanska språkets tillstånd globalt. Publikationen innehåller också årsrapporten Spanish: A Living Language, som kvantitativt analyserar situationen för det spanska språket världen över. Instituto Cervantes har sedan 1997 drivit det internetbaserade Centro Virtual Cervantes.
År 2005 belönades Instituto Cervantes med Prinsessan av Asturiens pris för dess bidrag inom kommunikation och humaniora. Man delade priset med motsvarande kulturorganisationer i ett antal andra länder: Alliance française (Frankrike), Società Dante Alighieri (Italien), British Council (Storbritannien), Goethe-Institut (Tyskland) och Instituto Camões (Portugal).